# 프란시스코 우르쿠요
프란시스코 우르쿠요 말리아뇨스(스페인어: Francisco Urcuyo Maliaños, 1915년 7월 30일 ~ 2001년 9월 14일)는 니카라과의 정치인으로 1967년 5월부터 1972년 5월까지 아나스타시오 소모사 데바일레 밑에서 부통령을 지냈다. 그는 리바스에서 태어났다.
우르쿠요는 1972년부터 1973년까지, 1978년부터 1979년까지 국회(하원)의장을 지냈다. 1979년 소모사가 그를 후계자로 지명했으며, 1979년 7월 17일 소모사의 사임 이후 18일까지 하루 동안 대통령직을 대행했다. 대행직을 맡으면서 소모사의 잔여 임기를 채우겠다는 의사를 밝혔으나, 산디니스타, 기타 라틴아메리카 국가들, 미국 지미 카터 행정부의 강력한 반발에 직면했다.
결국 더 이상 버틸 수 없는 상황이 놓이자 18일 과테말라로 도주했으며, 이후 니카라과는 산디니스타 치하에 놓이게 되었다.

## 역대 선거 결과
| 선거명      | 직책명          | 대수 | 정당            | 득표율 | 득표수    | 결과 | 당락 |
| ----------- | --------------- | ---- | --------------- | ------ | --------- | ---- | ---- |
| 1967년 선거 | 니카라과 부통령 | 15대 | 민족주의 자유당 | 70.30% | 380,162표 | 1위  |      |